# Euryglottis guttiventris
Euryglottis guttiventris es una polilla de la familia Sphingidae. Vuela en Venezuela, Bolivia, Ecuador, Perú y Argentina.
Hay puntos apicales distintos en los esternitos de tres a cinco y un parche basal pálido. Además, la banda discal y las vetas en la parte superior de las alas delanteras son más parecidas que la similar Euryglottis aper.
Los adultos vuelan de junio y diciembre.